# Lea Müller
Pour les articles homonymes, voir Müller.
Lea Müller, née le 7 mai 1982, est une coureuse d'orientation suisse.

## Carrière
Elle est médaillée d'or en relais aux Championnats du monde de course d'orientation 2005 à Aichi ainsi qu'aux Jeux mondiaux de 2005 à Duisbourg. Elle remporte une médaille d'argent en relais aux Championnats d'Europe de course d'orientation 2006 à Otepää.